# Elisabeth Varga

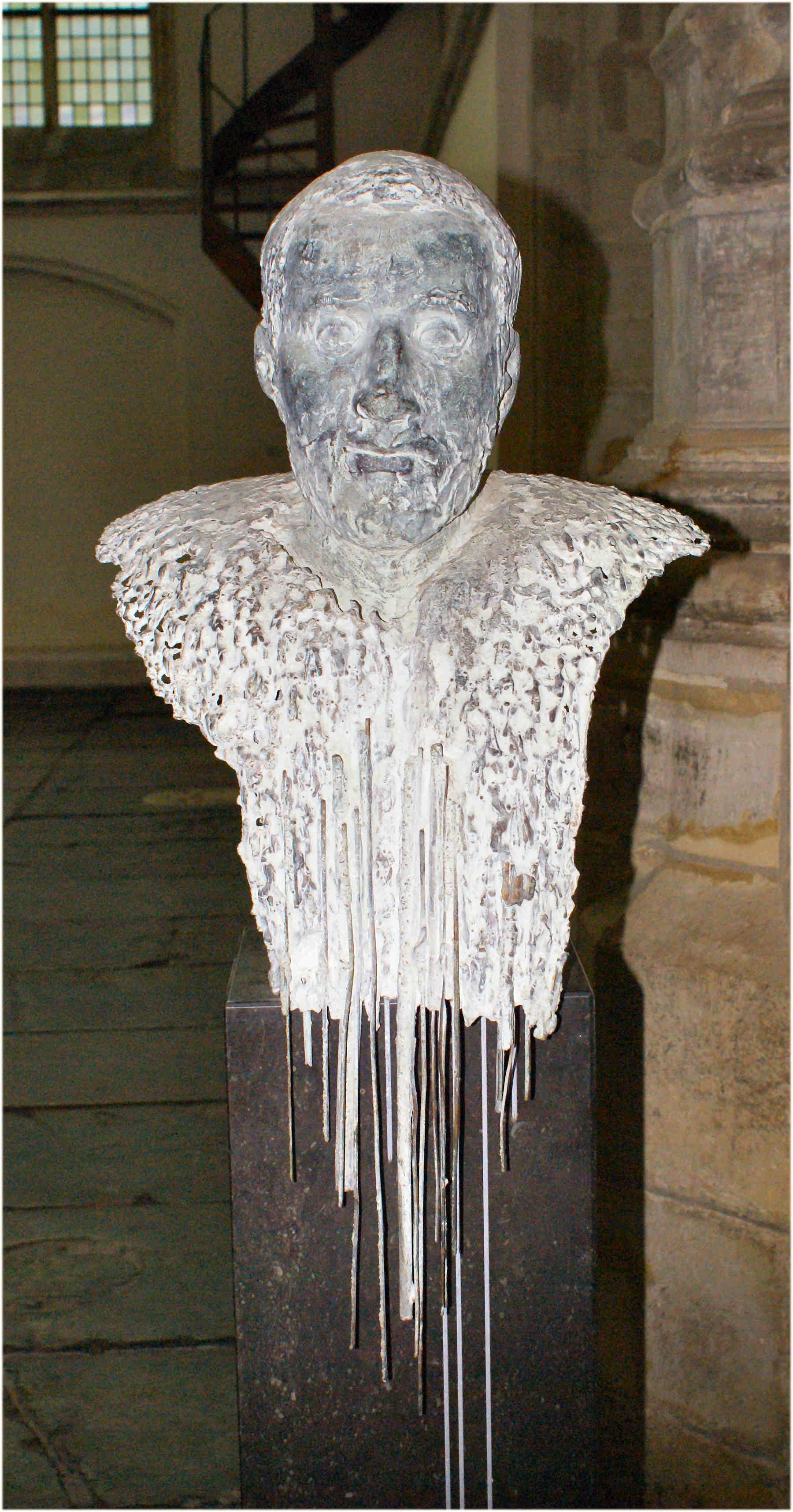
Büste Jan Pieters Sweelinck

Hendrika Elisabeth Varga (* 23. Juli 1948 in Mijnsheerenland, Gemeinde Hoeksche Waard; † 6. Oktober 2011 in Amstelveen) war eine niederländisch-ungarische Medailleurin und Bildhauerin.

## Leben
Elisabeth Varga wurde im Dorf Mijnsheerenland in der Provinz Zuid-Holland geboren. Ihre Eltern waren der ungarische Stadtplaner Tamás Varga (1919–1990), der als kleines Kind in die Niederlande gelangt war, und Cornelia Hendrika van der Linde (1922–2006). Mit ihren Geschwistern Carolina (* 1947), Bram (* 1953) und Bert (* 1956) wuchs sie in Utrecht und Alkmaar auf, wo ihr Vater zum Leiter der Stadtplanung der Gemeinde ernannt wurde. In der Kindheit bastelte sie mit ihrem Vater mit Ton und Pappmaché. Sie besuchte die Middelbare meisjesschool in Bergen, die sie mit Lob und guten Noten abschloss. In ihrer Jugend hatte die als kreativ und willensstark geltende Elisabeth Vargas häufig Konflikte mit ihrer Mutter und ging mit siebzehn Jahren als Au-pair nach Bethesda in Maryland. Danach entschied sie sich für eine Ausbildung zur Krankenschwester am VU Medisch Centrum (VUmc) in Buitenveldert. Während des Praktikums an der Amsterdamer Valerius-Klinik geriet sie mit ihren Vorstellungen zur Selbstbestimmung von Patienten und dem Einsatz von Medikamenten in Konflikt. Sie widersetzte sich den Anordnungen und verwarf diesen Berufswunsch zu Gunsten einer künstlerischen Ausbildung.
Elisabeth Varga zog bei ihrem Freund Adelbert van der Hulst ein, der in einem Keller an der Keizersgracht 240 wohnte und Theologie und Hebräisch studierte. In dieser Zeit begann sie, Tänzerinnen aus Wachs und Ton zu formen. Sie besuchte von 1976 bis 1977 die CABK (Christliche Akademie der Bildenden Künste) in Kampen und 1978 die Internationale Sommerakademie für Bildende Kunst Salzburg. Von 1978 bis 1982 studierte sie an der Rijksakademie van beeldende kunsten in Amsterdam Bildhauerei, wo sie unter anderem vom Bildhauer Paul Grégoire, von Eric Claus, Cor Hund und Theresia van der Pant unterrichtet wurde. Dabei galt ihre Vorliebe zur Fertigung ihrer Skulpturen und Kleinskulpturen den Werkstoffen Ton, Gips und Bronze. Zu dieser Zeit wohnte sie in einem Grachtenhaus in der Raamgracht 10 zusammen mit der befreundeten Physiotherapeutin Leonoor Woerdeman, von der sie für ihre Abschlussarbeit eine Porträtbüste anfertigte. In ihrem Atelier in der Nieuwe Leliestraat 37 wurde sie bei schweren Arbeiten von dem Metallarbeiter Johan van Heemskerk und dem Bildhauer Cyril Lixenberg unterstützt.
In den folgenden Jahren fertigte Elisabeth Varga Skulpturen, Porträtbüsten und Medaillen. Durch die Bekanntschaft mit dem Leiter des Internationaal Danstheater in Amsterdam erhielt sie die Möglichkeit, während der Proben zu zeichnen. Ihre Skizzen setzte sie danach in Skulpturen um. Im Tanztheater lernte sie den ungarischen Choreografen und Ethnologen Ferenc Novák kennen. Mit ihm bereiste sie Siebenbürgen und hielt ihre Eindrücke der Bauern in traditionellen Volkstrachten später in unzähligen Statuen aus Ton, Gips und Bronze fest. Ab 1984 begann sie sich an Ausstellungen zu beteiligen.
Elisabeth Varga war belesen, vertraut mit der Bibel als auch mit der Kabbala sowie der russischen Exilliteratur. Sie schrieb Tagebücher, in die sie auch ihre Ideen und Anregungen für Statuen oder Medaillen skizzierte. Zu ihrem früheren Geliebten Adelbert van der Hulst hatte Elisabeth Varga bis zu seinem Tod im Jahr 1999 eine starke Bindung. 2008 zog sie mit Leonoor Woerdeman in ein Haus am Rande der Amsterdamse Waterleidingduinen in der Nähe von Zandvoort, wo sie 2011  plötzlich starb. Sie wurde auf dem Amsterdamer Friedhof Zorgvlied beigesetzt.

## Werk

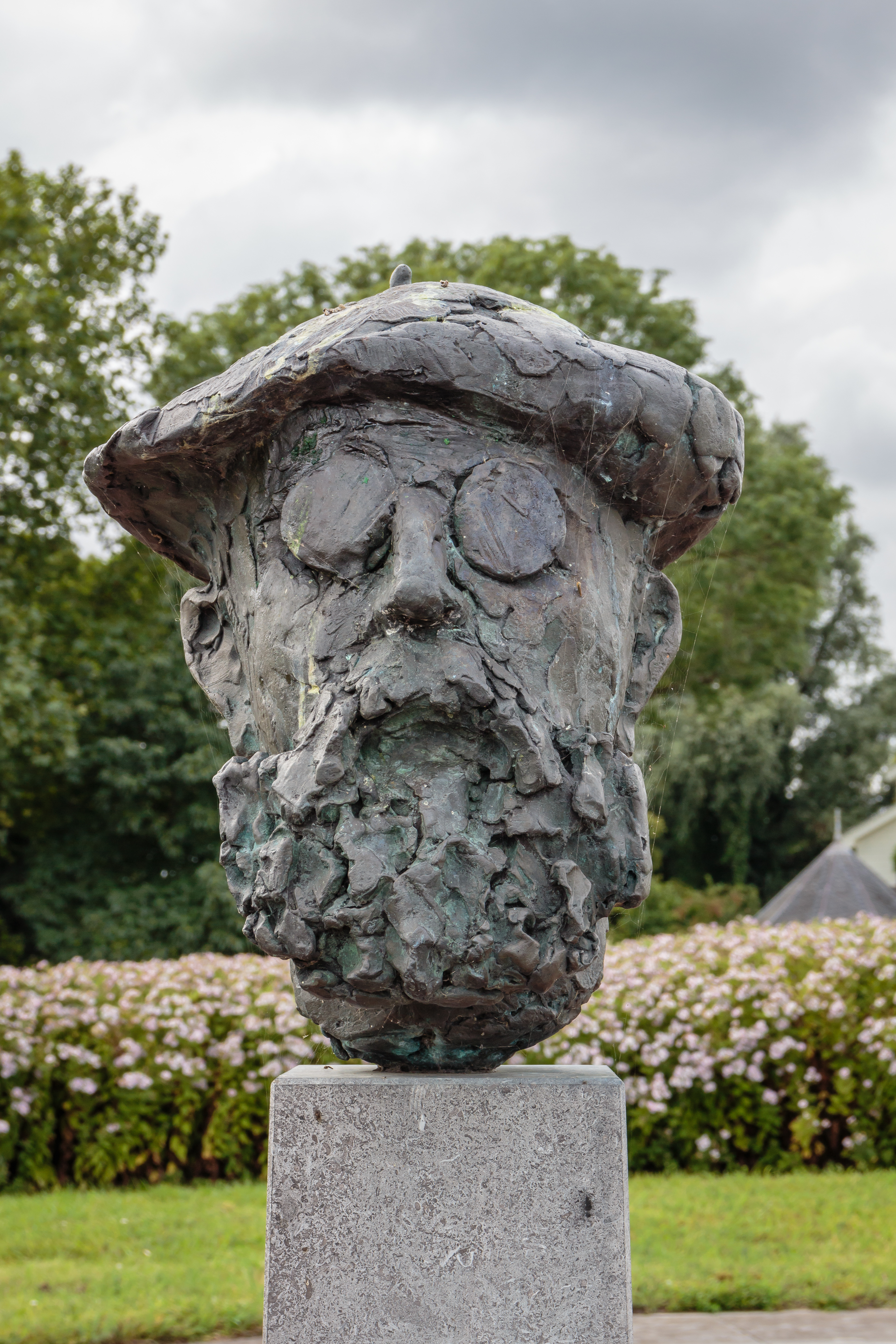
Büste Jan Voerman

Elisabeth Varga modellierte ihre Skulpturen am liebsten mit Ton, arbeitete aber auch mit Cortenstahl. Neben ihrer bildhauerischen Tätigkeit machte sie sich als Medailleurin einen Namen. Von ihr stammte als Novum die Gestaltung von Medaillen, die zweiseitig ausgeführt und hochkant stehend waren. Ihren ersten Auftrag zur Gestaltung einer Medaille erhielt Elisabeth Varga 1986 von der Gemeinde Holten durch die Vermittlung ihres früheren Lehrers Eric Claus. Schon diese Arbeit fertigte sie so an, dass sie aufrecht hingestellt werden konnte. Sie fertigte mehrere Auftragsmedaillen an, darunter Gedenkmedaillen für die Universität Leiden und die Königliche Bibliothek. Unter anderem entwarf sie 1996 den Constantijn Huygenspenning und 2003 den Prins Clauspenning.
Elisabeth Varga war Mitglied der Stichting Beeldrecht, der Beroepsvereniging van beeldend kunstenaars (BBK) in Amsterdam und der Vereniging voor Penningkunst VPK (Vereinigung für Medaillenkunst). Arbeiten von ihr befinden sich unter anderem im Teylers Museum in Haarlem, dem British Museum in London und dem Koninklijk Penningkabinet in Stockholm.
Im Jahr 2004 erhielt Varga für ihr gesamtes Schaffen im Bereich der Medaillenkunst den großen Preis der Féderation Internationale de la Médaille. 2007 gewann sie den Wettbewerb für eine Skulptur zum Gedenken an den Maler Jan Voerman mit ihrem Entwurf des Malers in späteren Jahren. 2010 wurde sie mit dem Innovationspreis der 6. International Biennial of Contemporary Medals ausgezeichnet.
Werke im öffentlichen Raum (Auswahl):
- 1995: Coming on Stage, Cortenstahl, Vinkenplein, Bilthoven (nicht erhalten)[6]
- 1996: Transsylvanische danseres, Theater de Veste, Delft
- 1996: Lorelei
- 2005: Büste Jan Pieters Sweelinck, Oude Kerk, Amsterdam
- 2007: Büste Jan Voerman, Bronze, Stadtpark Hattem
- Fierljepper, Bronze, Museum De Buitenplaats, Eelde
- Mongoolse adelaarsdans, Bronze, Museum De Buitenplaats, Eelde
- Danseres met Waaier, Cortenstahl

## Ausstellungen (Auswahl)
- 1995: Beelden aan de Vecht, Koetshuis Vreedenhoeve, Maarssen
- 1996: Natuur en Sculptuur XXVI, Kunstzaal De Hoge Hees, Eersel
- 1999: expositie '99, Interart Gallery, Heeswijk-Dinther
- 1999: zomerexpositie, de Amsteltuin C.V., Amstelveen
- 1999: Beelden aan de Vecht, Koetshuis Vreedenhoeve, Maarssen[4]